# Salineville
Salineville – wieś w Stanach Zjednoczonych, w stanie Ohio, w hrabstwie Columbiana.